# 德賴費爾德魏爾湖

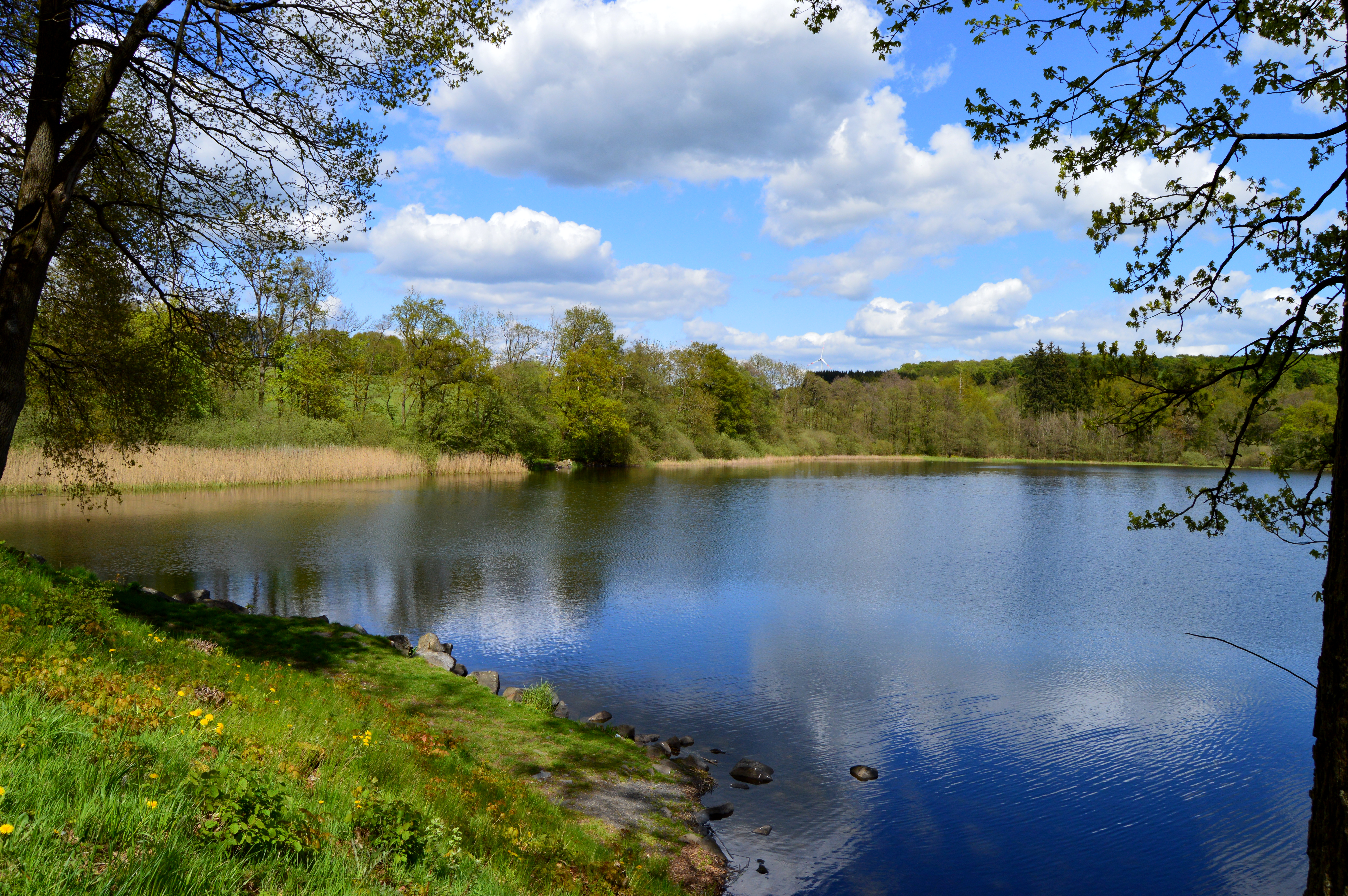

50°35′30.26″N 7°49′28.19″E / 50.5917389°N 7.8244972°E
德賴費爾德魏爾湖（德語：Dreifelder Weiher），是德國的湖泊，位於該國西南部，由萊茵蘭-普法爾茨州負責管轄，長2公里、寬1公里，面積1.2平方公里，海拔高度410米。